# Hoplias microlepis
Hoplias microlepis es una especie de peces de la familia Erythrinidae en el orden Characiformes.

## Morfología
Los machos pueden llegar alcanzar los 36 cm de longitud total.

## Alimentación
Come peces hueso.[cita requerida]

## Hábitat
Es un pez de agua dulce y de clima tropical (26 °C-28 °C).

## Distribución geográfica
Se encuentran en América: desde Guayaquil (el Ecuador) hasta Costa Rica.